# Новотны, Йенс
Йенс Ново́тны (нем. Jens Nowotny; 11 января 1974, Мальш, Баден-Вюртемберг, ФРГ) — немецкий футболист.

## Биография

### Клубная карьера
Новотны начал играть в футбол за местный клуб «Шпильберг» в возрасте пяти лет. В возрасте 11 лет Йенс перешёл в клуб «Германия Фридрихшталь», где провёл 5 лет вплоть до 1990 года. В июле 1991 года он начал свою профессиональную карьеру в «Карлсруэ». 2 мая 1992 года состоялся его дебют за клуб в Бундеслиге против «Гамбурга». Йенс продолжал играть за «Карлсруэ» до конца сезона 1995/96 и в июле 1996 ушёл, чтобы подписать контракт с «Байером» из Леверкузена.
21 августа 1996 года в матче с «Дуйсбургом» состоялся его дебют за «Байер», после которого он регулярно попадал в основной состав. Свой первый гол за «Байер» Йенс забил в ворота «Боруссии» из Мёнхенгладбаха в матче, завершившимся победой со счётом 8:2. В 10 сезонах, проведённых в команде, он сыграл 231 матч и забил 4 мяча. Помимо бундеслиги Йенс провел 34 матча и забил один гол в 5 сезонах Лиги чемпионов.
18 июля 2006 года Новотны подписал трёхлетний контракт с «загребским Динамо», тогдашним чемпионом Хорватии.
22 января 2007 года сообщил о завершении футбольной карьеры из-за травмы колена.

### Карьера в сборной
В сборной Германии Йенс Новотные дебютировал в матче отбора в зоне УЕФА на чемпионат мира 1998 года со сборной Украины дома в Бремене.
Из-за травмы пропустил чемпионат мира 2002 года.